# Slag bij LaFourche Crossing
De Slag bij LaFourche Crossing vond plaats op 20 juni en 21 juni 1863 in Lafourche Parish, Louisiana tijdens de Amerikaanse Burgeroorlog. Deze slag maakt deel uit van de operaties van Taylor in West Louisiana.

## Achtergrond
De Zuidelijke generaal-majoor Richard Taylor stuurde een expeditie uit onder kolonel James P. Major om de Noordelijke bevoorradingslinies aan te vallen en de vijandelijke militaire bewegingen te verstoren. Dit alles om de Noordelijken te dwingen zich terug te trekken uit Brashear City en Port Hudson. Major vertrok vanuit Washington, Louisiana in zuidelijke en oostelijke richting. Onderweg voerde hij raids uit op Noordelijke eenheden, boten en plantages. Tot zijn buit behoorden vrijgelaten slaven, vee en voorraden.

## De slag
De Noordelijke brigadegeneraal William H. Emory, bevelhebber van de verdediging van New Orleans, beval luitenant kolonel Albert Stickney om Brashear City te verdedigen en de Zuidelijke raids te stoppen. Emory informeerde Stickney over Major’s bewegingen richting LaFourche Crossing en gaf hem het bevel om troepen te sturen. Stickney leidde zijn troepen naar LaFourche Crossing waar ze aankwamen op 20 juni. In de namiddag ontving Stickney berichten van zijn verkenners dat de vijand snel naderde.
Tegen 17.00u maakten de vijandelijke troepen contact met de voorposten van Stickney. De Zuidelijke cavalerie viel aan zonder succes. Nadat de Noordelijke enkele salvo’s hadden afgeschoten, trokken de Zuidelijken zich terug naar Thibodeaux. In de late namiddag van 21 juni vielen de Zuidelijken opnieuw de voorposten aan. Na een uur trokken ze zich weer terug. De Zuidelijken verschenen opnieuw tegen 18.30u. Na een artillerieduel vielen de Zuidelijken de Noordelijke linies aan. De linies hielden stand. Na een uur trokken de Zuidelijken zich terug. Ondanks de nederlaag trok Major toch op naar Brashear City.

## Bron
- National Park Service - LaFourche Crossing

 Fort Sumter · Santa Rosa Island · Fort Pulaski · Forten Jackson en St. Philip · New Orleans · Secessionville · Simmon's Bluff · Tampa · Baton Rouge · 1ste Donaldsonville · St. John's Bluff · Georgia Landing · 1ste Fort McAllister · Fort Bisland · Irish Bend · Vermillion Bayou · 1ste Charleston Harbor · 1ste Fort Wagner · Grimball's Landing · 2de Fort Wagner · 2de Charleston Harbor · 2de Fort Sumter · Plains Store · Port Hudson · LaFourche Crossing · 2de Donaldsonville · Kock's Plantation · Stirling's Plantation · Fort Brooke · Gainesville · Olustee · Natural Bridge